# Afro Blue
Az Afro Blue egy dzsessz-sztenderddé vált szerzemény, amelyet Mongo Santamaría, kubai muzsikus komponált és John Coltrane hangszerelése lett az egyik legismertebb változata.
Lemezen 1959-ben jelent meg. A dal tipikus 3:2 ritmusú afro-beat (afro-cuban) szerzemény. Oscar Brown Jr. szövegével először Abbey Lincoln adta elő.
A dal az idők folyamán sok előadásban került lemezre, így többek között John Coltrane, Clare Fischer, Dee Dee Bridgewater, Dianne Reeves, John McLaughlin, Esperanza Spalding, Erykah Badu előadásában is.

## Híres felvételek
- Esperanza Spalding
- Esperanza Spalding, Robert Glasper, Terri Lyne Carrington (Jazz Day Istanbul, live)
- John Coltrane
- Clare Fischer
- Dee Dee Bridgewater
- Dianne Reeves
- John McLaughlin
- Erykah Badu
- Mongo Santamaría
- Abbey Lincoln
- Cal Tjader
- Mélanie De Biasio
- Michel Petrucciani
- Andy Summers
- Susana Baca
- McCoy Tyner
- David Garfield

...